# مريم الغامدي
مريم الغامدي (1 يناير 1949 -)، ممثلة ومذيعة ومخرجة وكاتبة سعودية، هي أول امرأة سعودية تقف على خشبة المسرح، وأول من عملت بالتمثيل وأول مذيعة سعودية وذلك عن طريق عملها في الإذاعة وهي طفلة وذلك بعام 1962.

## عن حياتها
ولدت في العاصمة الإرترية أسمرة عام 1949 حيث كان والدها يتاجر هناك ثم عادت لقريتها الأم الأجاعدة في منطقة الباحة، وحصلت على مؤهل البكالوريوس في الأدب الإنجليزي من جامعة الملك عبد العزيز عام 1989م.
وهي أول سعودية تملك مؤسسة إنتاج وتوزيع أعمال إذاعية وتلفزيونية، من أوائل من قرأ نشرات الأخبار عند انطلاقة قناة الإخبارية السعودية وأول سيدة قرأت نشرة الأخبار في إذاعة الرياض كما أنها أول سعودية تكتب السيناريو في الأعمال التلفزيونية منذ عام 1983م، كما عملت إدارية في تعليم البنات ومعلمة في المدارس الحكومية.
مشاركتها في أعمال فنية درامية مثيرة للجدل تسببت في تعرضها للاعتداء والتهديد.
عينت مع زميلتيها د. حنان الأحمد وكوثر الأربش كأول ثلاث عضوات نساء في مجلس إدارة جمعية الثقافة والفنون ولأول مرة في تاريخ الجمعية.

## أعمالها

### المسلسلات
- الزافر (2025).
- حكاية لونا (2025).
- عمتي نوير (2025).[4]
- الشرار (2024).
- حرائر البادية (2024).[5]
- حياتي المثالية (2023).[6]
- أربعيني في العشرين (2022).
- على بعد مسافة من الحب (2022).
- الميراث 2020م
- بنات الملاكمة 2 2020م
- حارس الجبل 2020م
- حنين 2020م

• رحى الأيام 2020م
- حالتنا حالة 2 2019م
- سريع سريع 2019م
- عناقيد 2019م
- لا موسيقى في الأحمدي 2019م
- يلا نسوق 2019م
- صيف بارد 2018م
- أصعب قرار 2017م
- طقها والحقها 2017م
- حارة الشيخ 2016م
- سيلفي 2 2016م
- مستر كاش 2016م
- حصاد الزمن 2015م
- مبتعثات 2015م
- الذاهبة 2015م
- منا وفينا 2015م
- السربيل 2014 (لم يعرض بعد).
- هذا حنا 2013م
- صح عليك 2013م
- نساء من زجاج 2012م
- لعبة المرأة رجل 2012م
- من الآخر 2012م
- هوامير الصحراء 4 (التحدي) 2012م
- أيام وليالي  2011م
- هوامير الصحراء 3  2011م
- الساكنات في قلوبنا (الجزء الثالث) 2010م
- هوامير الصحراء 2 2010م
- هوامير الصحراء 2009م
- غلطة نوف 2008م
- المسلسل البدوي الرحيل 2008م
- المسلسل البدوي عيال الصقر 2008م
- محسن الهزاني أمير الحب والحرب 2008م
- أنا وأنت والإنترنت 2007م
- طاش ما طاش 15  2007م
- الدروازة 2007م
- المسلسل العربي دعاة على أبواب جهنم 2006م
- أوراق سجينة 2006م
- ثمن المشاعر 2006م
- نهاية طريق 2005م
- يا هلا 2004م
- المسلسل الأردني بقايا رماد 2002م
- وينك يا درب الغنيمة 2002م
- خلك معي (ج5) 2000 م
- خلك معي (ج4) 1999 م
- عفوا أبي 1998م
- طاش ما طاش5  1997م
- خط البداية 1997م
- مسلسل الأطفال رمضان شهر مبارك 1995م
- المسلسل البدوي الفهود.

### السهرات التلفزيونية
- الطريق إلى الجنة. 1999م.
- عانس باختياري. 1996م.

### المسرحيات
- عرندس.
- أول وتالي.
- زهاي مخ.
- البخيلة و الفشيلة.[7]

### الأفلام
- قصة كفاح 2014م.[8]
- نجد (2020).

### البرامج
في التلفزيون
- العائلة والمجتمع.
- حروف الهجاء.
- ماما مريم (عدة أجزاء).
- نشرة الأخبار (في قناة الإخبارية).

في الإذاعة
- قصة العرب 2014م.
- امرأة من برج الصمود  1999م.
- شذى الأندلس 1985م.
- يوميات بابا عباس 1962م.
- نشرة الأخبار (في إذاعة الرياض).
- مسلسل الابواب المغلقة (إنتاج مشترك لاذاعتي صوت العرب والرياض) إخراج احمد فتح الله.

### الكتابة
بعض كتبها ترجمت إلى الإيطالية والنرويجية والإنجليزية، ومن كتاباتها:
- سلسلة كتب أحبك ولكن.
- سلسلة كتب أسماء ونساء.
- كتاب وافترقنا عاشقين.

## مشاركتها وجوائزها
- جائزة احسن ممثلة في مهرجان الاعلام العربي بالقاهرة (2010) عن مسلسل الابواب المغلقة إنتاج اذاعتي الرياض وصوت العرب.[9]
- جائزة أحسن مؤلفة للدراما الاجتماعية الإذاعية وفي نفس العام حصلت على جائزة عن سهرة الطريق إلى الجنة في مهرجان تونس لاتحاد الإذاعات العربية.
- في عام 1985م جائزة الجدارة عن دورها في مسلسل (شذى الأندلس) الذي أنتجته إذاعة صوت العرب المصرية.
- كرمت في مهرجان القيروان الدولي في تونس مع مجموعة من الكتاب والفنانين العرب والأجانب عام 2005م.
- كرمت في مهرجان الجنادرية 21 بمشاركتها صوتا في مسرحية (الجنازة) من قبل إمارة منطقة الجوف.
- شاركت في مؤتمر التنمية النسائي في أبوظبي كما قدمت ورقة عمل عن النص التلفزيوني والإنتاج بدعوة من رابطة أديبات الإمارات في الشارقة.
- شاركت في الملتقى الأول لصاحبات الأعمال في مسقط.[10]
- كُرمت في معرض «لها» بعام 2012.[11]
- حصلت على جائزة المؤسسات الموازية عام 1997م في تونس.
- حصلت على جائزة الإبداع لأفضل مؤلفة في الدراما الاجتماعية الإذاعية في مهرجان القاهرة الخامس للإذاعة والتلفزيون سنة 1999.[12]
- حصلت على الجائزة الثالثة في مهرجان اتحاد الإذاعات العربية في تونس.
- نالت في عام 2002م تكريم إدارة مهرجان الرواد العرب في دورته الثانية في القاهرة برعاية جامعة الدول العربية.[13]

## روابط خارجية
- مريم الغامدي على موقع IMDb (الإنجليزية)
- مريم الغامدي على موقع قاعدة بيانات الأفلام العربية
- مريم الغامدي على موقع ألو سيني (الفرنسية)
- مريم الغامدي على موقع كينوبويسك (الروسية)